# Condado de Hart (Kentucky)
O Condado de Hart é um dos 120 condados do estado americano de Kentucky. A sede do condado é Munfordville, e sua maior cidade é Horse Cave. O condado possui uma área de 1 082 km² (dos quais 5 km² estão cobertos por água), uma população de 17 445 habitantes, e uma densidade populacional de 16 hab/km² (segundo o censo nacional de 2000). O condado foi fundado em 1819. O condado proíbe a venda de bebidas alcoólicas.